# 미나미오미촌
미나미오미촌(南大海村)은 이시카와현 하쿠이군에 설치되었던 촌이다.